# قلعة تبريز
قلعة تبريز (بالفارسية: ارگ تبریز) هي قلعة تاريخية تعود إلى عصر الدولة الإلخانية، وتقع في تبريز.

## معرض الصور

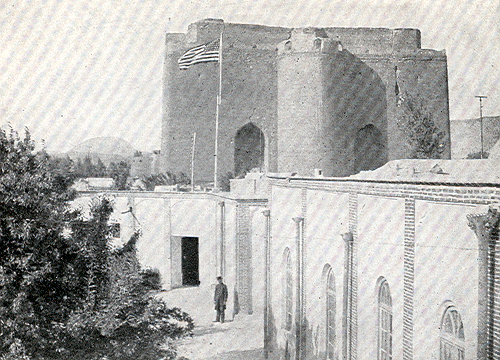
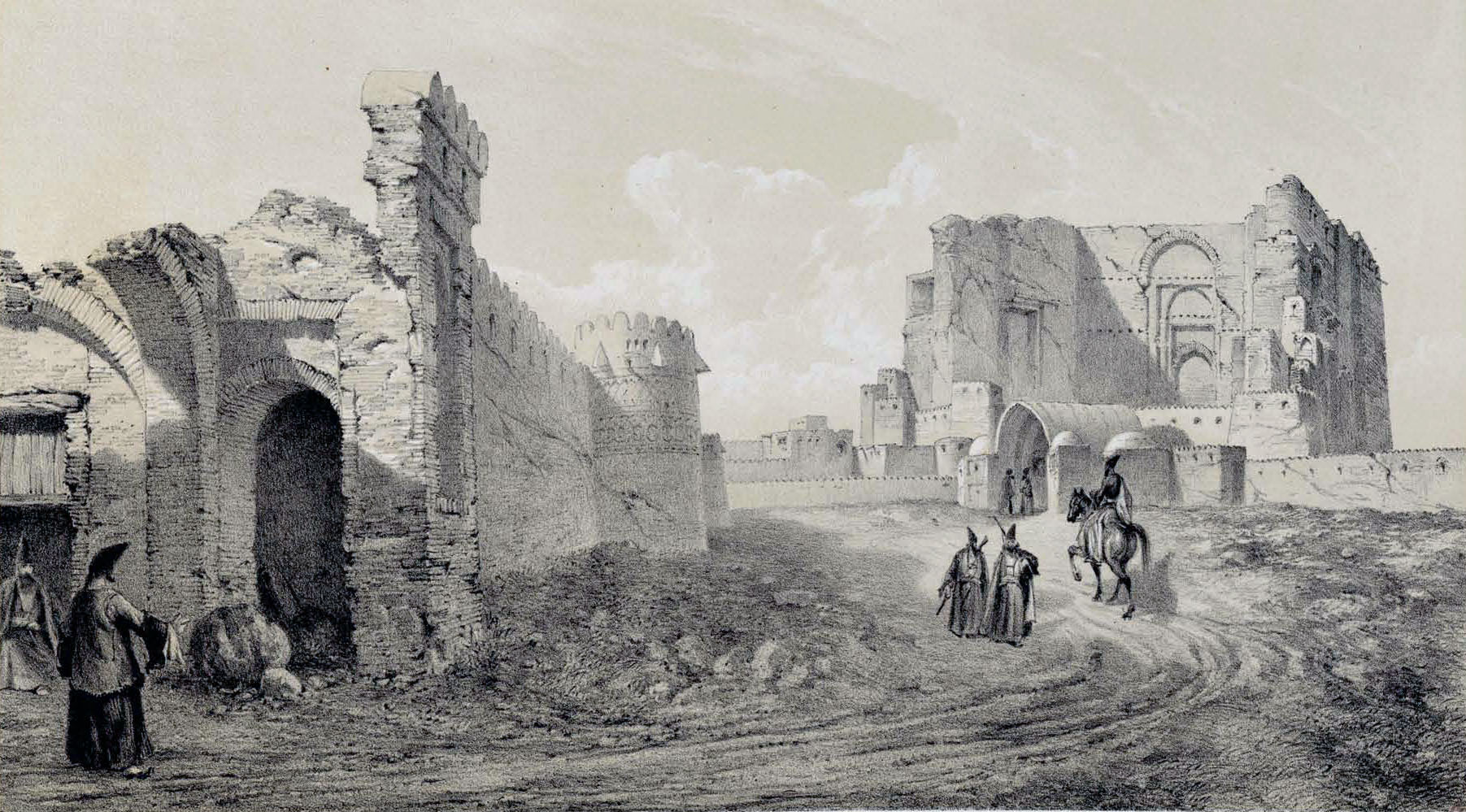
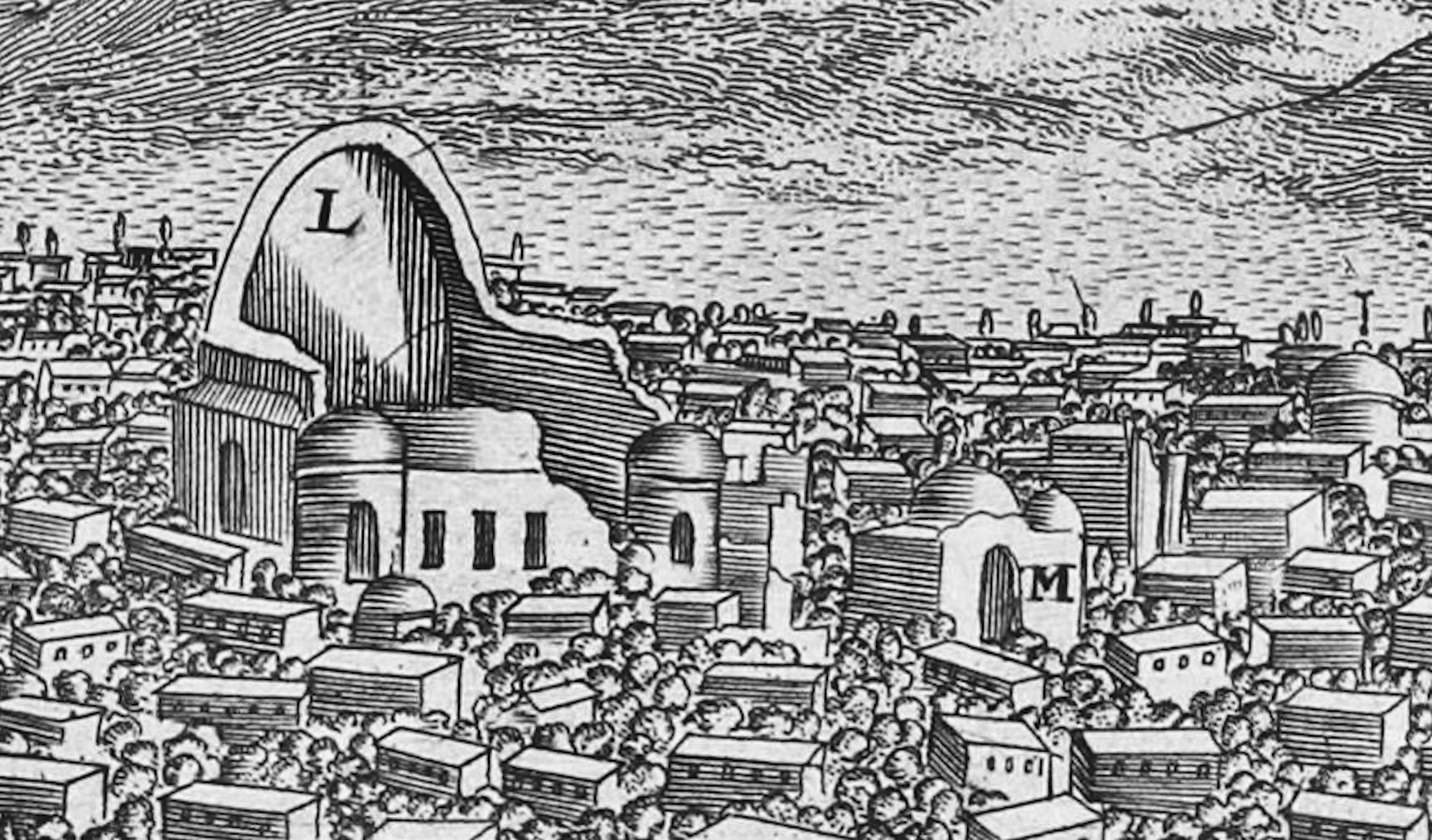